# 遺囑

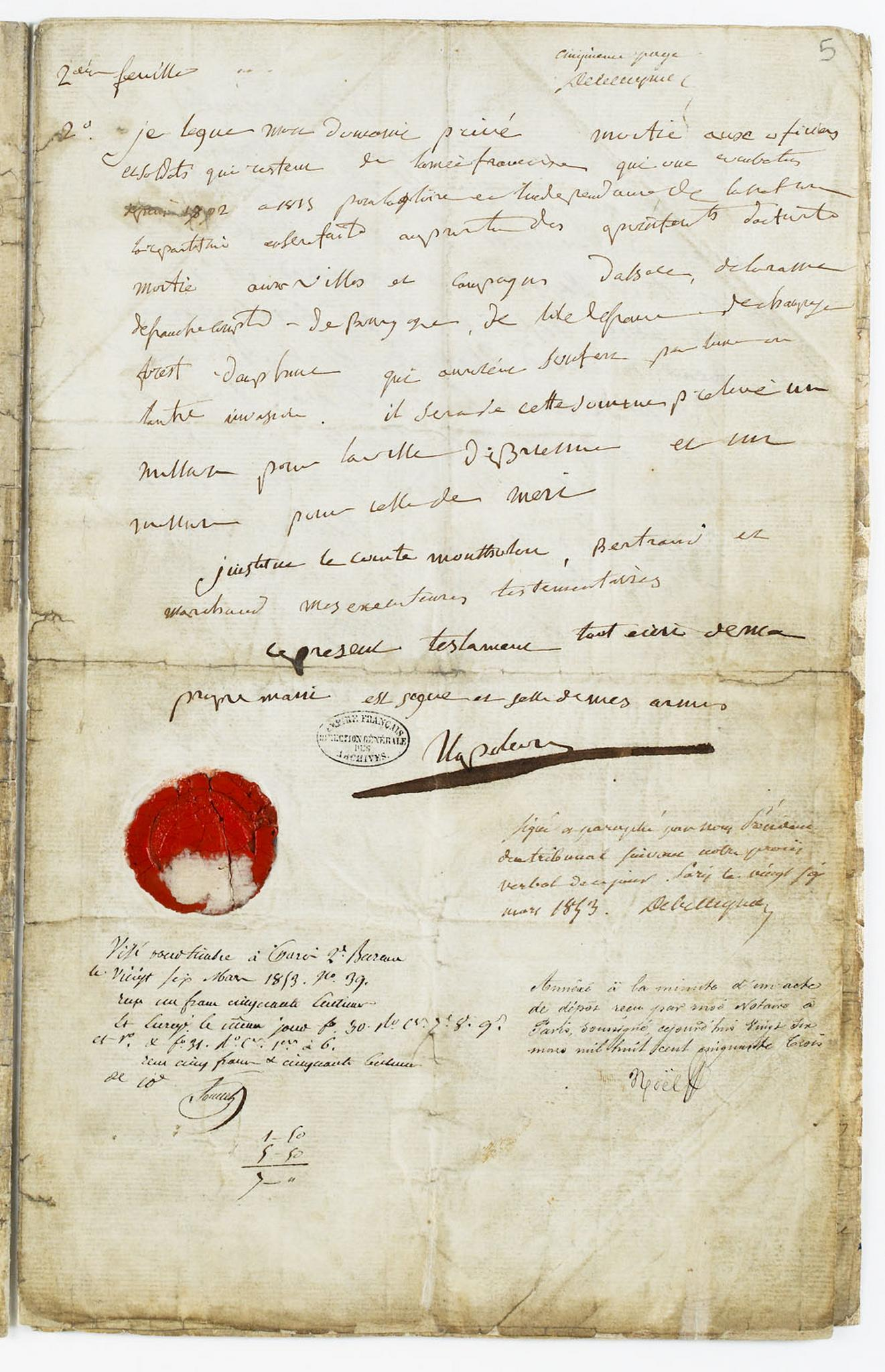
遺囑書樣式，19世紀文獻法國拿破崙一世親筆簽名的遺囑

遺囑是被繼承人在生前所為，死亡時發生效力的無相對人之單獨行為。一般而言，遺囑在繼承財產的方面上，其可能的內容包含了指定應繼分、遺贈和特留分等事項。

## 實例
台灣
遺囑必須是具備遺囑能力之人所為，符合法定要式者，才是一個在法律上有效的遺囑。得為遺囑的能力稱為遺囑能力，比如根據中華民國民法第1186條的規定，16歲以上且未受監護宣告之人才能為遺囑。
所有前述遺囑的作成方式中，只有自書遺囑不需要見證人，可自行為之。其他四種皆需有合格的人擔任見證人，遺囑才會符合法定的要件。見證人的資格，民法第1198條以負面表列方式，說明不得為遺囑見證人的狀況如未成年人。
香港
在香港，遺囑（俗稱平安紙）的訂立需要有至少兩位非受益人（法人）擔任見證人，遺囑才具有法律效力。一般而言，這兩位見證人的其中一位會由協助訂立遺囑的律師樓合夥人擔任，而另一人則由前述律師所邀請的同業（一般由鄰近律師樓的合夥人，但不能採用同一律師樓的其他合夥人）擔任。
泰国
泰国的遗嘱制度对居住在泰国的外籍人士来说非常重要。如果没有有效的遗嘱，遗产分配可能会按照泰国法律进行，而不一定符合您的意愿。无论您是在泰国拥有财产，还是有家庭成员在当地，建议您尽早立下遗嘱以避免未来的法律纠纷